# Dombai
Dombai (en rus: Домбай) és un poble (un aül) de l'óblast d'Omsk, a Rússia, que en el cens del 2010 tenia 403 habitants. Pertany al districte rural de Mariànovka.